# Phanerophyt

Einteilung abhängig von der Lage der Erneuerungsknospen

Ein Phanerophyt (griechisch phanero „sichtbar“) ist einer der Lebensformtypen von Pflanzen nach Christen Raunkiær.
Ein Phanerophyt ist eine verholzende ausdauernde Pflanze (Baum oder Strauch), die durch Erneuerungsknospen überwintert und deren Überdauerungsknospen mindestens 30 Zentimeter über dem Erdboden liegen. Die Knospen befinden sich damit über der Laubstreu oder der Schneedecke und sind somit der winterlichen Kälte ohne jeden Schutz ausgesetzt. Häufig finden sich daher spezielle Anpassungen an die Winterkälte wie Laubfall oder Nadelblätter.
Unterschieden wird in:
- Nanophanerophyten
- Makrophanerophyten

## Ausnahmen
Tropische Bäume sind zwar auch Phanerophyten, weisen aber nicht alle Merkmale auf, denn die Knospen haben zumindest in den feuchten Tropen keine Überdauerungsfunktion und sind daher typischerweise „nackt“, und ein Schutz vor der Kälte ist auch nicht erforderlich.